# Vaaranvälijärvi (Jukkasjärvi socken, Lappland)
Vaaranvälijärvi är en sjö i Kiruna kommun i Lappland och ingår i Torneälvens huvudavrinningsområde.